# 永安廣場

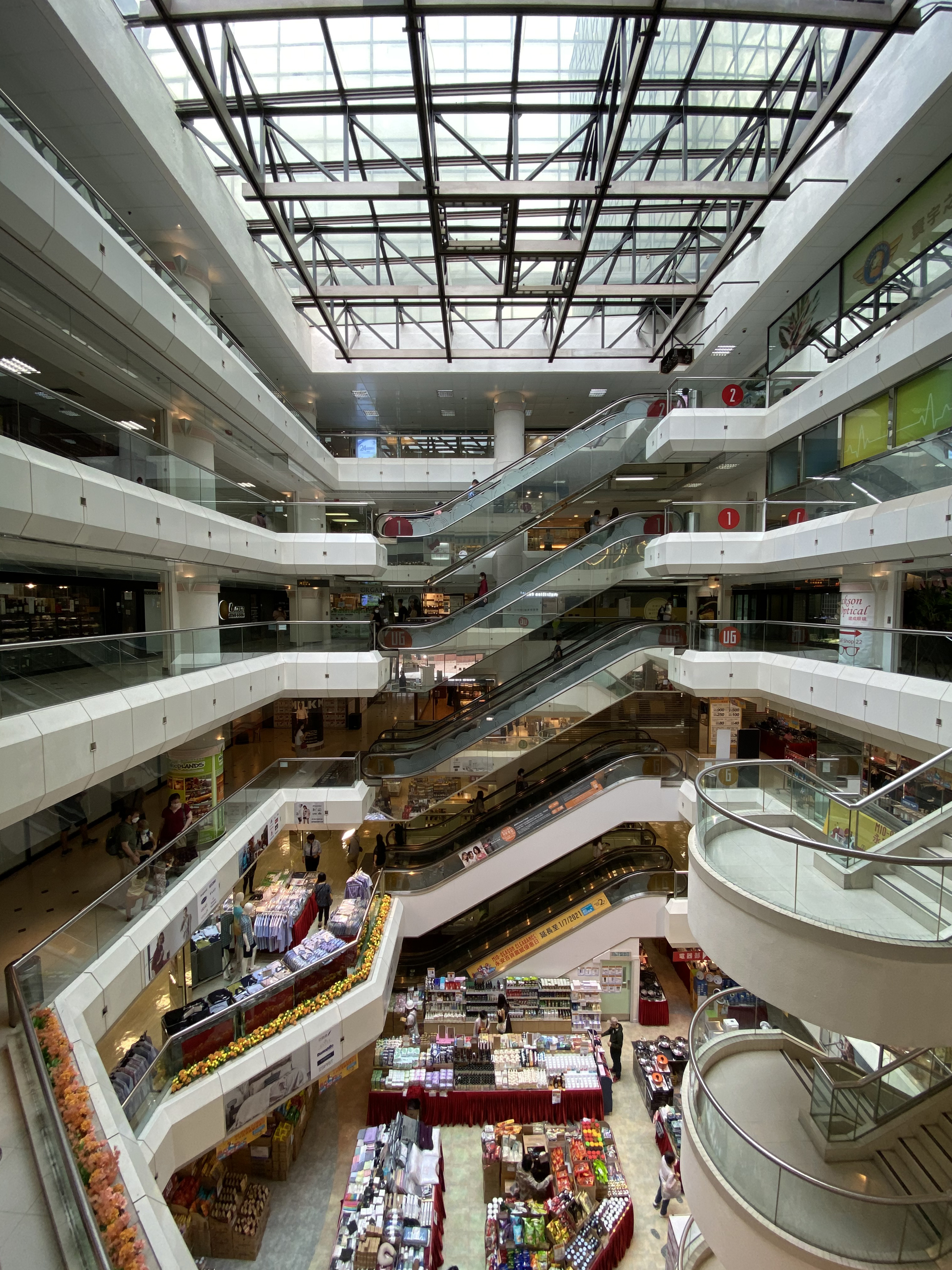
永安廣場商場中庭

永安廣場（英語：Wing On Plaza）原稱海洋廣場（英語：Ocean Plaza），是一幢位於香港九龍尖沙咀東核心商業區的指標商業大廈，位處尖東麼地道62號，於1981年落成，同年永安集團以1.6億港元收購商場90%面積而將物業易名至今，1982年底開設永安百貨，惟2001—05年間因為受尖東站工程影響而暫停營業。商業大廈樓高12層，目前業權分散，寫字樓單位可供出租及出售，放租或放售單位面積由450呎至13,700呎。目前管理公司為仲量聯行物業管理有限公司。
而基座設6層商場，目前大部分樓面屬於永安百貨。地下部分舖位曾經由電熱水爐代理商的郭氏持有，在2011年5月以約1.78億元成交，成為當時區內最大宗商舖成交個案。
永安廣場位於尖東海傍，毗鄰九龍香格里拉大酒店、尖東公共運輸交匯處、冠華中心、好時中心及尖沙咀中心。港鐵尖東站P1出口正對永安廣場正門，極為方便。

## 流行文化
1985年香港電影《警察故事》曾經在該處拍攝，成龍沿商場中庭的吊燈跳落地面。